# La Crosse (Washington)
La Crosse az Amerikai Egyesült Államok északnyugati részén, Washington állam Whitman megyéjében elhelyezkedő város. A 2010. évi népszámlálási adatok alapján 313 lakosa van.
Az Oregon Railroad and Navigation Company Ripariától induló vonala 1888-ban érte el a települést; George Dawson és felesége ekkor vasúti keresztaljakból kunyhót épített. A következő évben a helységnek 12 lakosa volt; Tom Shobe ekkor nyitotta meg az első helyi kereskedést.
La Crosse 1917. február 19-én kapott városi rangot.

## Éghajlat
A város éghajlata meleg nyári mediterrán (a Köppen-skála szerint Csb).
| Hónap                         | Jan.  | Feb.  | Már.  | Ápr.  | Máj. | Jún. | Júl. | Aug. | Szep. | Okt.  | Nov.  | Dec.  | Év    |
| ----------------------------- | ----- | ----- | ----- | ----- | ---- | ---- | ---- | ---- | ----- | ----- | ----- | ----- | ----- |
| Rekord max. hőmérséklet (°C)  | 17,8  | 21,1  | 26,7  | 35,0  | 37,8 | 45,0 | 43,3 | 45,0 | 40,0  | 33,3  | 24,4  | 21,1  | 45,0  |
| Átlagos max. hőmérséklet (°C) | 3,9   | 7,8   | 12,8  | 17,2  | 21,7 | 26,7 | 32,2 | 31,1 | 25,6  | 17,8  | 8,3   | 2,8   | 17,4  |
| Átlagos min. hőmérséklet (°C) | −3,3  | −2,8  | −0,6  | 2,2   | 5,0  | 8,3  | 11,1 | 11,1 | 6,7   | 1,7   | −1,1  | −4,4  | 2,9   |
| Rekord min. hőmérséklet (°C)  | −33,9 | −33,9 | −18,0 | −12,8 | −7,2 | −2,8 | −0,6 | −2,2 | −9,4  | −16,1 | −30,0 | −36,7 | −36,7 |
| Átl. csapadékmennyiség (mm)   | 49    | 35    | 42    | 35    | 32   | 23   | 9    | 9    | 12    | 28    | 51    | 56    | 381   |
| Forrás: The Weather Channel   |       |       |       |       |      |      |      |      |       |       |       |       |       |

## Kultúra
2005-ben megalakult a művészetért és városszépítésért felelős bizottság, amelynek célja a belváros átalakítása a művészeteket és a régiót népszerűsítő szándékkal; az ehhez kapcsolódó események például a Valentine Fine Arts Night és a Spring Faire.
A La Crosse Gun Club január végén lövészetet rendez, június közepén pedig a La Crosse Farmers Festivalt tartják meg.

## Fordítás
Ez a szócikk részben vagy egészben  a   La Crosse, Washington című angol Wikipédia-szócikk ezen változatának fordításán alapul.  Az eredeti cikk szerkesztőit annak laptörténete sorolja fel. Ez a jelzés csupán a megfogalmazás eredetét és a szerzői jogokat jelzi, nem szolgál a cikkben szereplő információk forrásmegjelöléseként.